# Сыновья императора Канси
Сюанье́ (кит. 玄燁, 4 мая 1654 — 20 декабря 1722) из рода Айсиньгьоро, правивший под девизом «Канси» (девиз правления кит. 康熙, пиньинь Kangxi) — маньчжурский правитель империи Цин (с 7 февраля 1661, эра Канси с 18 февраля 1662 по 4 февраля 1723, (см. Китайский календарь)). Четвёртый представитель маньчжурской династии, правивший всем Китаем, входившим в империю Цин. Вступил на престол в 6-летнем возрасте и правил под девизом «Канси» (Процветающее и лучезарное). 61 год его умелого правления — рекордно длинный срок в китайской истории: таким образом, эпоха Канси стала символом благополучия, «золотым веком» Китайской империи.
Последняя воля императора — одна из четырёх великих тайн империи Цин. До сегодняшнего дня выбор наследника императором остается темой дебатов среди историков. По официальной версии он выбрал Иньчжэня, четвёртого принца, который позже стал императором, правившим под девизом «Юнчжэн». Этому есть весомые свидетельства. Однако многие утверждали, что Иньчжэнь подделал завещание и что в действительности преемником был 14-й принц Иньти.
У императора было 64 супруги, которые подарили ему 24 принцев (если не считать тех, кто умер молодым).

## Первый принц Иньчжи
Первый принц Иньчжи (1672—1735), сын супруги Хуэй. Он не стал наследником, потому что его мать не была императрицей. В 1698 году получил титул князя Чжи второго ранга. Он участвовал в кампании против джунгарского хана Галдана. В 1708 году император лишил наследного принца Иньжэна титула кронпринца. Он наградил Иньчжи и отдал Иньжэна под опеку Иньчжи. Тогда первый принц вознамерился стать наследником и пытался убедить отца казнить Иньжэна, Но вместо этого вызвал неудовольствие императора. Далее третий принц, имя которого по-русски тоже транскрибируется как Иньчжи, обвинил первого принца Иньчжи в использовании колдовства против Иньжэна, чтобы избавиться от него. Император был разъярён, Он назвал первого принца предателем, лишил его титула и посадил под домашний арест. В 1722 году император Канси умер. На престол взошёл Иньчжэнь, четвёртый принц. Иньчжи вынужден был изменить имя на Юньчжи. Когда Юньчжи умер, ему посмертно был присвоен титул бэйцзы — на 2 ступени ниже князя второго ранга.

## Второй принц Иньжэн
Второй принц Иньжэн (1674—1725), сын и императрицы Сяочэнжэнь. Его матерью была первая императрица Канси. Она умерла в 20 лет 16 июня 1674 года в Запретном Городе через 10 дней после рождения своего сына. Император очень горевал. Несколько лет место императрицы оставалось вакантным. В возрасте года Иньжэн был провозглашен кронпринцем. В 1696 и 1697 годы, когда император дважды проводил кампании против джунгарского хана Галдана, Иньжэн был назначен регентом и контролировал дела в столице. Несмотря на скандалы и обвинения в распущенности, Иньжэн долгое время оставался любимцем отца, возможно, в память о покойной матери. В 1703 году двоюродный дед Иньжэна был признан виновным в покушении на императора. Поэтому отношение к Иньжэну постепенно ухудшается. В 1708 году во время охоты в провинции Жэхэ Канси обвинил Иньжэна в безнравственности, сексуальной распущенности, попытке узурпировать власть и государственной измене. Иньжэн был лишен титула и заключен в тюрьму. Позже было обнаружено, что первый принц Иньчжи нанял лам, чтобы они накладывали вредоносные заклятия на Иньжэна. Император простил сына и в 1709 году вернул ему титул кронпринца. За последующие три года поведение Иньжэна только ухудшилось, император начал считать, что он безумен. В 1712 году Иньжэн был вновь лишен титула и помещен под стражу. В 1722 году, когда Канси умер, Иньжэн сменил имя на Юньжэн. В 1725 году он умер в тюрьме. Посмертно ему был присвоен титул принца Ли первого ранга.

## Третий принц Иньчжи
Третий принц Иньчжи (1677—1732), сын супруги Жун. Иньчжи был прилежным в учении и прослыл знатоком литературы. Кроме того, он изучал математику и геометрию, а также был искусным каллиграфом. Именно он начертал иероглифы на мемориальной доске императора Канси в его гробнице. Он не принимал участия в борьбе братьев за трон, никого не поддерживал, а проводил время в чтении и написании книг. Третий принц участвовал в создании энциклопедии в 1706 г. После смерти Канси Иньчжи сменил имя на Юньчжи. Ему было приказано остаться в могильном комплексе Цзинлин и присматривать за гробницей отца, так как новый император считал, что Юньчжи был близок кронпринцу Иньжэну. Юньчжи был недоволен и сетовал на императора. Когда двоюродный брат императора Иньсян умер, Юньчжи не выразил должной скорби. Император Юнчжэн был в гневе. Он лишил Юньчжи титула и отправил его в заключение в павильон Юнъань в парке Цзиншань в Пекине, где он умер в 1732 г.

## Четвёртый принц Иньчжэнь
Четвёртый принц Иньчжэнь (1678—1735), сын императрицы Сяогунжэнь. Иньчжэнь сопровождал императора в его инспекционных поездках в окрестности Пекина и в южные провинции. Он имел почетную должность командира войск цельного красного знамени в битве против хана Галдана. Иньчжэнь получил титул бэйлэ в 1689 году, а в 1698 году повышен до звания принца второго ранга. В 1704 году на реках Янцзы и Хуанхэ произошло наводнение. Иньчжэнь был послан с 13-м принцем в области, пострадавшие от него, в качестве полномочного представителя императора для проведения гидротехнических работ. Имперская казна, которая была пуста из-за неоплаченных ссуд чиновникам и знати, не могла покрыть всех расходов, связанных с наводнением. Иньчжэнь должен был привлечь средства богатых южных магнатов. Он должен был стать гарантом рационального расходования средств. В 1709 году Иньчжэнь получил титул принца Юн первого ранга. В 1712 году император Канси лишил титула кронпринца второго сына Иньжэня и не назначил наследника, что привело к борьбе принцев за трон. В итоге Иньчжэнь стал новым императором в 1723 году.

## Пятый принц Иньци
Пятый принц Иньци (1680—1732), сын супруги И. В 1698 году получил титул принца Хэн первого ранга.

## Шестой принц Иньцзо
Шестой принц Иньцзо (1680—1685), сын Императрицы Сяогунжэнь, умер молодым.

## Седьмой принц Инью
Седьмой принц Инью (1680—1730), сын супруги Чэн. В 1698 году получил титул Бэйлэ. В 1709 году получил титул принца Чунь второго ранга. В мае 1723 года получил титул принца Чунь первого ранга.

## Восьмой принц Иньсы
Восьмой принц Иньсы (1681—1726), сын супруги Лян. После восшествия на трон императора Юнчжэна сменил имя на Юньсы. Он был назначен одним из четырёх советников императора и получил титул принца Лян первого ранга. Однако, будучи серьёзным соперником в борьбе за трон отца, Юньсы вызывал недоверие и подозрения императора. После ряда несправедливых обвинений в некомпетентности он был признан виновным по 40 пунктам, было заявлено, что он подверг опасности династию Цин. Его имя было изменено на Акина, что в переводе с маньчжурского значит «свинья». Он был исключен из императорской семьи и отправлен в тюрьму, где умер от болезни. Посмертно реабилитирован в правление императора Цяньлуна в 1778 году.

## Девятый принц Иньтан
Девятый принц Иньтан (1683—1726), сын супруги И. Это был один из наиболее любимых сыновей императора, несмотря на то, что он не занимал важных постов в правление отца. В борьбе за трон Иньтан поддерживал вначале 8-го принца Иньсы, но когда тот лишился расположения отца, 9-й принц перешёл на сторону 14-го принца Иньти. С восшествием на трон нового императора, он сменил имя на Юньтан. Новый император вызвал его в столицу и тут же отправил в военный гарнизон в Синине. В 1724 году император лишил его титула бэйсэ. На следующий год император Юнчжэн обвинил его и восьмого принца в политической некомпетентности, изгнал из императорского клана и принудил взять имя Сэшэй (с маньчжурского — «собака»). Император приказал Ху Шили эскортировать его и Иньсы в Баодин, где их посадили в тюрьму под присмотром наместника Чжили Ли Фу. Иньтан умер в тюрьме от болезни пищеварительной системы. Посмертно реабилитирован в правление императора Цяньлуна.

## Десятый принц Иньэ
Десятый принц Иньэ (1683—1741), сын благородной супруги Вэньси. В 1709 году получил титул принца Дунь второго ранга. Лишен титула в 1724 году. В 1737 году получил титул «Князь, помогающий государству» в правление императора Цяньлуна.

## 11-й принц Иньцзы
11-й принц Иньцзы (1685—1696), сын супруги И. Умер молодым.

## 12-й принц Иньтао
12-й принц Иньтао (1686—1763), сын Супруги Дин. В 1709 году получил титул принца Люй первого ранга.

## 13-й принц Иньсян
13-й принц Иньсян (1686—1730), сын почетной благородной супруги императора Цзинминь. Его мать умерла, когда ему было 14, и он рос у матери 4 и 14 братьев императрицы Сяогунжэнь. После восшествия на трон императора Юнчжэна он сменил имя на Юньсян. В первый же год правления император даровал Юньсяну титул принца И первого ранга и сделал его принцем железной шапки (то есть титул принца передавался его наследникам). Он был наиболее преданным соратником нового императора. Несмотря на плохое здоровье, он неустанно помогал императору в управлении государством. В 1725 году его послали, для надзора за гидротехникой в провинции Чжили, что включало в себя контроль транспорта и защиту от наводнений. Когда он возвратился в Пекин, здоровье его значительно ухудшилось. Когда он умер в 1730 году, император восхвалял и оплакивал его три дня. На это время была прекращена деятельность императорского двора по управлению государством.

## 14-й принц Иньти
14-й принц Иньти (1688—1756), сын императрицы Сяогунжэнь. В 1709 году он получил титул бэйцзы. В 1718 году после поражения цинской армии на реке Салуин от джунгарского военачальника Цэрэн-Дондуба Иньти был дан титул «Великий генерал, который умиротворяет границу». Он повел в Тибет трёхсоттысячную армию, чтобы победить джунгар. Многие тогда верили, что это было признаком того, что Иньти будет наследником престола. В феврале 1720 года генералы Габи и Яньсинь под руководством Иньти выступили из Синина на Лхасу, в то время, как Иньти остался в Синине, чтобы обеспечить поддержку монгольских союзников и эскортировать Далай-ламу в Лхасу. 24 сентября цинские войска взяли Лхасу, Далай-лама был возвращен во дворец Потала. Юньти планировал захватить Джунгарию, когда 21 декабря получил известие, что его отец умер, а его вызывают в столицу. При восшествии на престол императора Юнчжэна, он сменил имя на Юньти. Император видел в Иньти угрозу и поместил его под домашний арест. В 1722 году Иньти имел титул принца второго ранга. В 1724 году, он был разжалован в бэйцзы — на два титула ниже, а в 1725 году лишен всех титулов. В 1734 году ему был возвращен титул принца Сюнь второго ранга. Иньти был освобожден в 1735 году после смерти Юнчжэна.

## 15-й принц Иньу
15-й принц Иньу (1693—1731), сын супруги Шунь И Ми. В 1726 году получил титул принца Юй второго ранга.

## 16-й принц Иньлу
16-й принц Иньлу (1695—1767), сын супруги Шунь И Ми. Принят семьёй Богодо. В 1723 году унаследовал титул принца Чжуан.

## 17-й принц Иньли
17-й принц Иньли (1697—1738), сын супруги Чунь Ю Цинь (она была китайской нации, а не маньчжурской). Иньли превосходил всех братьев в обучении с детства. В отличие от других братьев он никогда не был вовлечен в борьбу за трон. Он был образованным и осторожным и имел определенные политические достижения. Он также преуспел в поэзии и каллиграфии. Он наслаждался путешествиями по стране и посетил знаменитые горы провинции Сычуань. С приходом к власти нового императора он заменил имя на Юньли. Император Юнчжэн даровал ему титул принца Го второго ранга и проучил ему управление образовательными учреждениями. В 1725 году Иньли наградили более высоким денежным пособием за честность и усердие. В феврале 1728 г. ему дарован титул принца Го первого ранга. Позже он был введен в великий совет, и ему были поручены важные миссии, например сопровождение Далай-Ламы в Тибет и инспекция военных сил на этом маршруте. Он был известен как покровитель учёных тибетского буддизма. Когда император Юнчжэн серьёзно заболел, Юньли было поручено поддерживать наследника трона Хунли. В 1735 году император умер, новым императором стал Хунли, выбрав девиз правления Цяньлун. В правление императора Цяньлуна Юньли было дано ещё больше власти и ещё больше важных обязанностей. Юньли умер в 1738 году в 42 года. Все его дети умерли молодыми. Титул перешёл приёмному сыну Хунчжаню (шестой сын императора Юнчжэна).

## 18-й принц Иньсе
18-й принц Иньсе (1701—1708), сын супруги Шунь И Ми. Умер молодым в Горном убежище от летнего зноя — императорской резиденции в Чэндэ от эпидемического паротита.

## 19-й принц Иньцзи
19-й принц Иньцзи (1702—1704), сын наложницы Сян. Умер молодым.

## 20-й принц Иньи
20-й принц Иньи (1706—1755), сын наложницы Сян. В 1726 году получил титул Бэйлэ.

## 21-й принц Иньси
21-й принц Иньси (1711—1758), сын наложницы Сян. В 1735 году при императоре Цяньлуне получил титул принца Шэнь второго ранга.

## 22-й принц Иньху
22-й принц Иньху (1712—1744), сын наложницы Цзинь. Получил титул бэйлэ в 1730 году.

## 23-й принц Иньци
23-й принц Иньци (1714—1785), сын наложницы Цзин. Получил титул бэйлэ в 1730 году.

## 24-й принц Иньми
24-й принц Иньми (1716—1773), сын наложницы Му. В 1733 году получил титул принца Сянь первого ранга.

## Вопрос наследования трона и борьба за власть
Первая императрица Канси Сяочэнжэнь родила второго выжившего сына Иньжэна, который стал кронпринцем в 2 года. Хотя Канси поручал образование некоторых сыновей другим людям, он лично контролировал учёбу Иньжэна, стремясь вырастить достойного наследника. Его обучал мандарин Ван Шань, который оставался преданным ему и в последние годы своей жизни пытался убедить Канси вновь сделать Иньжэна кронпринцем. Сам Иньжэн не демонстрировал поведения, достойного наследника престола, хотя Канси очень его любил. Говорили, что он бил и убивал своих подданных и имел сексуальные отношения с наложницей своего отца, за что полагалась смертная казнь. Иньжэн покупал детей из провинции Цзянсу для сексуальных удовольствий. Постепенно приспешники кронпринца под руководством его дяди Сунготу сформировали «партию кронпринца», целью которой стало привести кронпринца к власти в кратчайшие сроки, не пренебрегая незаконными методами. Канси постоянно наблюдал за поведением сына, и с годами их отношения постепенно ухудшились. В 1707 году Канси издал указ, где говорилось, что он больше не может терпеть поведения Иньжэна, и лишает его титула кронпринца. Канси помещает Иньжэна под домашний арест и приказывает старшему сыну Иньши наблюдать за ним. Иньши много раз пытался склонить отца к тому, чтобы казнить Иньжэна. Канси был разгневан и лишил Иньши всех титулов. Канси настаивал на прекращении дебатов о том, кто будет новым кронпринцем, однако появилось много слухов и спекуляций. Спокойная работа императорского двора была нарушена. Действия Иньши заставили императора думать, что Иньжэн был обвинен ложно. И в 1709 году Иньжэн вновь становится кронпринцем при поддержке 4-го и 13-го братьев. В 1712 году Канси совершал последнюю инспекционную поездку в южные провинции. В отсутствии отца Иньжэн должен был вести дела в столице. Он с помощью своих сторонников начал оспаривать власть отца. Он предпринял попытку принудить отца отказаться от власти, когда тот вернулся в Пекин. Однако Канси заранее узнал о готовящемся перевороте и сумел его предотвратить. Он вновь лишил Иньжэна титулов и поместил его под домашний арест. Кроме того, он заявил, что больше не будет назначать кронпринца, а поместит своё завещание в ящике во дворце Небесной Чистоты, который должен быть вскрыт после его смерти. 13-й принц Иньсян также был помещен под домашний арест, как сторонник Иньжэна. Восьмой принц Иньсы также был лишен всех титулов, но смог вернуть их через несколько лет. 14-й принц Иньти, который, как думали многие, был наиболее вероятным преемником императора, был послан на войну. Восьмой принц Иньсы, девятый принц Иньтан и десятый принц Инье заверили Иньти в своей поддержке.
Вечером 20 декабря перед смертью император вызвал семерых сыновей (3-го, 4-го, 8-го, 9-го, 10-го, 16-го и 17-го принцев) и главного командира жандармерии Пекина Лункодо к себе. Лункодо прочитал завещание и провозгласил Иньчжэня наследником трона. По легенде, Иньчжэнь исправил завещание отца, заменив иероглифы 14 на 4. Для этого нужно было только подставить в иероглифы 14 всего одну черту.
По некоторым данным, Иньчжэнь за несколько месяцев договаривался с Лункодо о военном захвате власти в случае смерти отца. Однако легенда о изменении завещания не выглядит убедительной. Иероглиф, на который слово «четырнадцатый» было легко заменить, нечасто использовался в империи Цин. В официальных документах для обозначения слова «четвёртый» использовался другой иероглиф, на который слово «четырнадцатый» заменить нельзя. Кроме того, официальные документы династии Цин составлялись как на китайском, так и на маньчжурском языке, слова которого было заменить также невозможно.

## Судьба принцев при императоре Юнчжэне
Иньчжэнь сменил девиз правления на слово, сходное с его собственным именем — Юнчжэн (Гармоничное и справедливое). Первым своим указом император освободил из заключения 13-го принца Иньсяна, своего давнего союзника, арестованного одновременного вместе с кронпринцем. Иньсян, наиболее знакомый с военным делом, немедленно вызвал военный отряд из Фэнтая, взявший под контроль Запретный Город и окрестности, чтобы предотвратить узурпацию власти группировкой восьмого принца Иньсы. Сам Иньчжэнь после смерти отца был не в себе. После оглашения завещания чиновники пригласили других принцев для церемонии трёх земных поклонов и девяти приветствий новому императору. На следующий день император Юнчжэн издал указ, повелевающий 14-му принцу Иньти явиться из Цинхая по поводу награждения их общей матери титулом святой матери императрицы-вдовы. В первой биографии императора Юнчжэна, составленной Фэном Эрканом, говорится, что были некоторые подозрительные признаки, но, в целом, Юнчжэн получил трон законным путём, хотя с военными и политическими усилиями, которые были необходимы в создавшейся ситуации. Восьмой принц Иньсы подкупил чиновников, и его влияние проникло в отряд из Фэнтая. Кроме того, Фэн также заявляет в своей работе, что политические противники Юнчжэна сделали всё, чтобы очернить репутацию нового императора. Придя к власти, Юнчжэн, созвал правящий совет в составе восьмого принца Иньсы, 13-го принца Иньсяна, чиновника и историка Чжана Тинъюя, чиновника Ма Ци и Лункодо. Иньсы был дарован титул принц Лянь, Иньсяну — принца И. оба заняли важнейшие должности в стране.
Будучи императором, Юнчжэн продолжал видеть во всех своих братьях соперников в борьбе за трон. Старший брат Иньши находился под домашним арестом. Бывший кронпринц Иньжэн умер через два года после начала правления брата. Наибольшие беспокойства были связаны с партией восьмого брата Иньсы, куда входили также девятый и десятый принцы, а также 14-й принц Иньти. Иньсы, который номинально занимал должность министра по делам вассалов, также имел титул принца Лянь, позже стал первым министром, находился под пристальным контролем Юнчжэна. Девятый принц Иньтан был послан в Цинхай под предлогом военной службы. Но на самом деле он прибыл на территорию, подконтрольную ставленнику Юнчжэна Нянь Гэняо. Десятый принц Инье был лишен всех титулов и отослан на север, в регион Шуньи в мае 1724 года. Родной брат Юнчжэна, четырнадцатый принц Иньти, помещен под арест на территории комплекса гробниц под предлогом охраны гробницы родителей. Иньсы хотел использовать своё положение, чтобы манипулировать ошибками Юнчжэна, внешне выказывая поддержку. Иньсы и Иньтан, девятый принц, были лишены титулов и заключены в тюрьму, где умерли от болезней в 1726 году.

## В культуре
- «Поразительное на каждом шагу» (Startling by Each Step /Bu Bu Jing Xin), телевизионный сериал производства КНР
- «Дворец» / Gong / Jade Palace, телевизионный сериал КНР